# Viticoltura in Campania
La viticoltura in Campania è l'insieme delle attività di coltivazione di uva e produzione di vino svolte nella regione.

## Storia
La viticoltura in Campania ebbe inizio nell'epoca romana, ma iniziò con l'arrivo degli Antichi Greci. I greci furono i primi a coltivare i semi della vitis vinifera come: Aglianico, Greco, Fiano, Falanghina, Biancolella e Piedirosso sono di origine greca. Il nome “Aglianico” sembra derivi dal termine Ellenico, cioè “dalla Grecia”. Durante l’Impero Romano, la Campania ebbe un ottimo sviluppo, fino ad esportare anche i loro vini fuori dalla propria regione. 
Quando l'Impero Romano finì, la Campania subì un momento brutto. Nel 1300, l'Asprinio fu il vino più prodotto e nel 1700 si commercializzava fino ad Aversa (fatto con le bollicine). L’oidio e la fillossera arrivarono in Campania molto più tardi, ma la viticoltura subì tanti danni. La qualità si sentì a partire dal 1980. I vini in Campania, stanno registrando molti successi da parte dei consumatori. Greco di Tufo, Fiano di Avellino, Falanghina, per i bianchi, Taurasi e per i rossi (Aglianico), sono alcuni vini della Campania più interessanti.

## Vitigni

### Autoctoni
| Vitigno            | Bacca  | Zona di coltivazione | Immagine |
| ------------------ | ------ | -------------------- | -------- |
| Aglianico          | Nera   |                      |          |
| Aglianicone        | Nera   |                      |          |
| Asprinio           | Bianca |                      |          |
| Barbera del Sannio | Nera   |                      |          |
| Biancolella        | Bianca |                      |          |
| Caprettone         | Bianca |                      |          |
| Casavecchia        | Nera   |                      |          |
| Catalanesca        | Bianca |                      |          |
| Coda di Volpe      | Bianca |                      |          |
| Falanghina         | Bianca |                      |          |
| Fenile             | Bianca |                      |          |
| Fiano              | Bianca |                      |          |
| Forastera          | Bianca |                      |          |
| Ginestra           | Bianca |                      |          |
| Greco              | Bianca |                      |          |
| Pallagrello bianco | Bianca |                      |          |
| Pallagrello nero   | Nera   |                      |          |
| Pepella            | Bianca |                      |          |
| Piedirosso         | Nera   |                      |          |
| San Lunardo        | Bianca |                      |          |
| Sciascinoso        | Nera   |                      |          |

### Alloctoni
- Merlot

## Vini

### DOCG
- Aglianico del Taburno, consentito: l'uso della menzione Vigna.
- Fiano di Avellino
- Greco di Tufo
- Taurasi

### DOC
- Aversa
- Campi Flegrei
- Capri

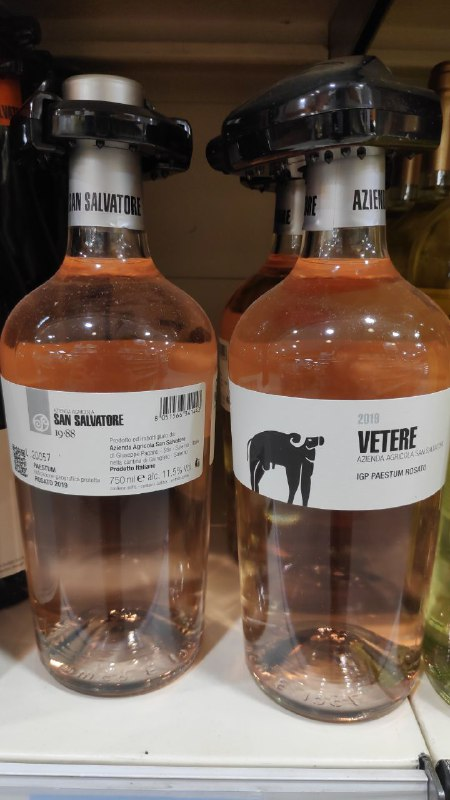
Vino IGP Paestum Vetere rosato

- Castel San Lorenzo, consentito: l'uso della qualificazione Lambiccato (tipologia Moscato).
- Cilento
- Costa d'Amalfi, accompagnata o no dalle sottozone:  Furore o Ravello o Tramonti
- Falanghina del Sannio, accompagnata o no dalle sottozone: Guardia Sanframondi o Guardiolo, Sant'Agata dei Goti, Solopaca, Taburno. consentito: l'uso della menzione Vigna.
- Falerno del Massico, consentito: l'uso della menzione Vigna.
- Galluccio
- Irpinia, accompagnata o no dalla sottozona: Campi Taurasini
- Ischia
- Penisola Sorrentina, accompagnata o no dalle sottozone: Gragnano o Lettere o Sorrento
- Sannio, accompagnata o no dalle sottozone: Guardia Sanframondi o Guardiolo, Sant'Agata dei  Goti, Solopaca, Solopaca Classico, Taburno.  consentito: l'uso della menzione Vigna.
- Vesuvio

### IGT
- Benevento o Beneventano
- Campania
- Catalanesca del Monte Somma
- Colli di Salerno
- Dugenta
- Epomeo
- Paestum
- Pompeiano
- Roccamonfina
- Terre del Volturno